# Монлезён
Монлезён (фр. Monlezun) — коммуна во Франции, находится в регионе Юг — Пиренеи. Департамент — Жер. Входит в состав кантона Марсьяк. Округ коммуны — Миранд.
Код INSEE коммуны — 32273.

## География
Коммуна расположена приблизительно в 620 км к югу от Парижа, в 100 км западнее Тулузы, в 34 км к юго-западу от Оша.
На севере коммуны протекает река Буэс.

## Климат
Климат умеренно-океанический. Лето жаркое и немного дождливое, температура часто превышает 35 °С. Зимой часто бывает отрицательная температура и ночные заморозки. Годовое количество осадков — 700—900 мм.

## Население
Население коммуны на 2010 год составляло 198 человек.
| 1962 | 1968 | 1975 | 1982 | 1990 | 1999 | 2010 |
| ---- | ---- | ---- | ---- | ---- | ---- | ---- |
| 265  | 218  | 179  | 195  | 199  | 189  | 198  |

## Администрация
| Период | Период | Фамилия     | Партия                              | Примечания |
| ------ | ------ | ----------- | ----------------------------------- | ---------- |
| 1989   | 2020   | Мишель Лиль | Французская коммунистическая партия |            |

## Экономика
В 2010 году среди 113 человек трудоспособного возраста (15-64 лет) 80 были экономически активными, 33 — неактивными (показатель активности — 70,8 %, в 1999 году было 66,7 %). Из 80 активных жителей работали 69 человек (37 мужчин и 32 женщины), безработных было 11 (4 мужчины и 7 женщин). Среди 33 неактивных 7 человек были учениками или студентами, 13 — пенсионерами, 13 были неактивными по другим причинам.

## Фотогалерея

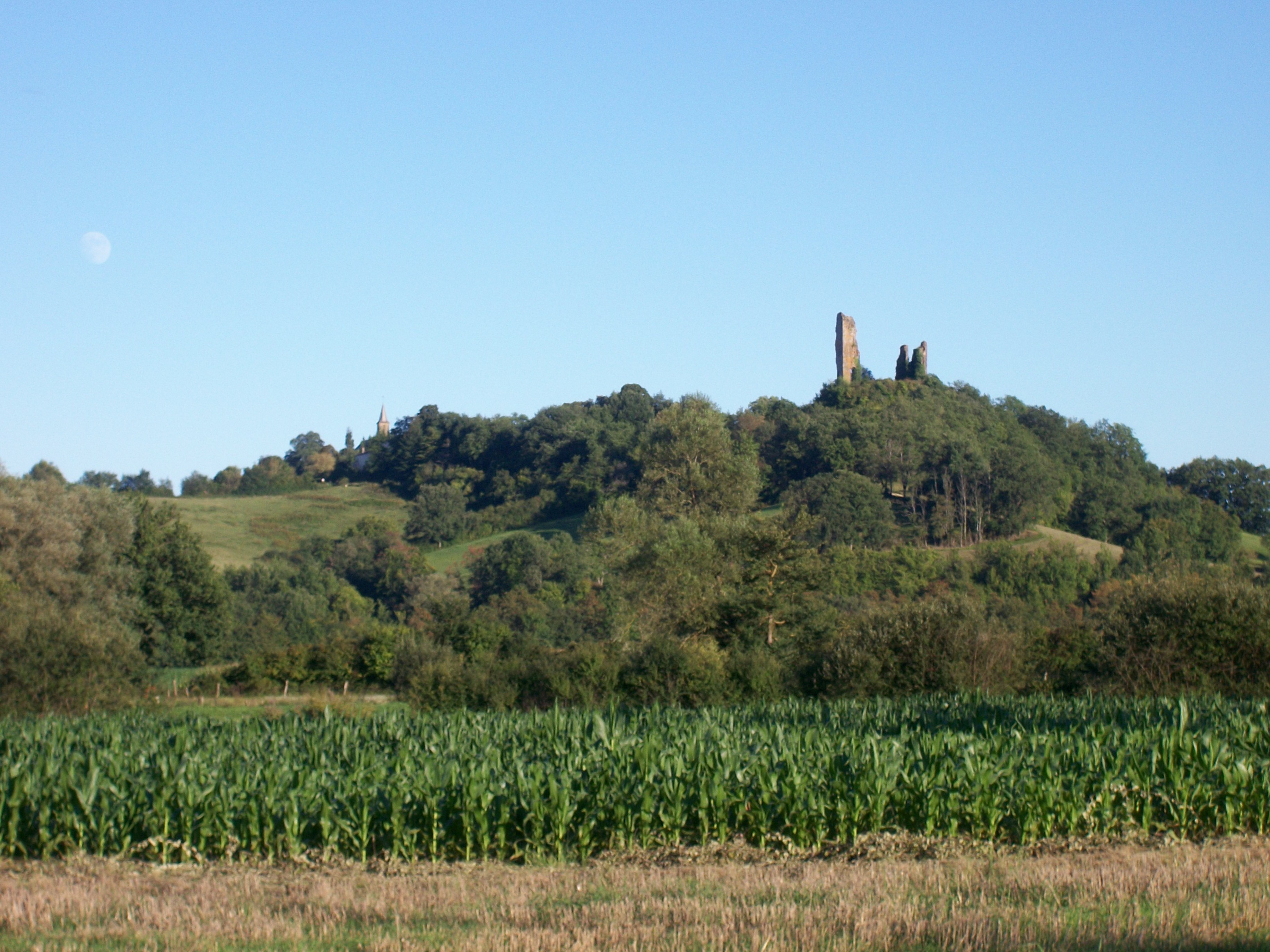
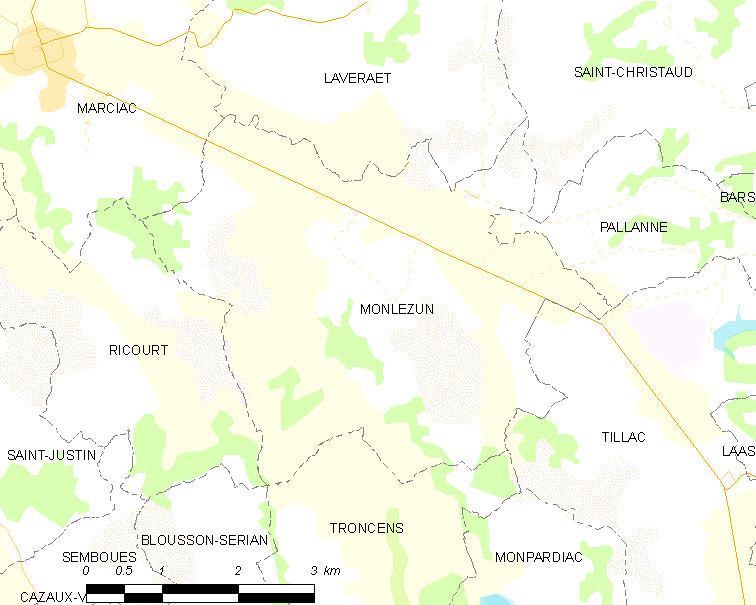
Карта коммуны